# 난차오구

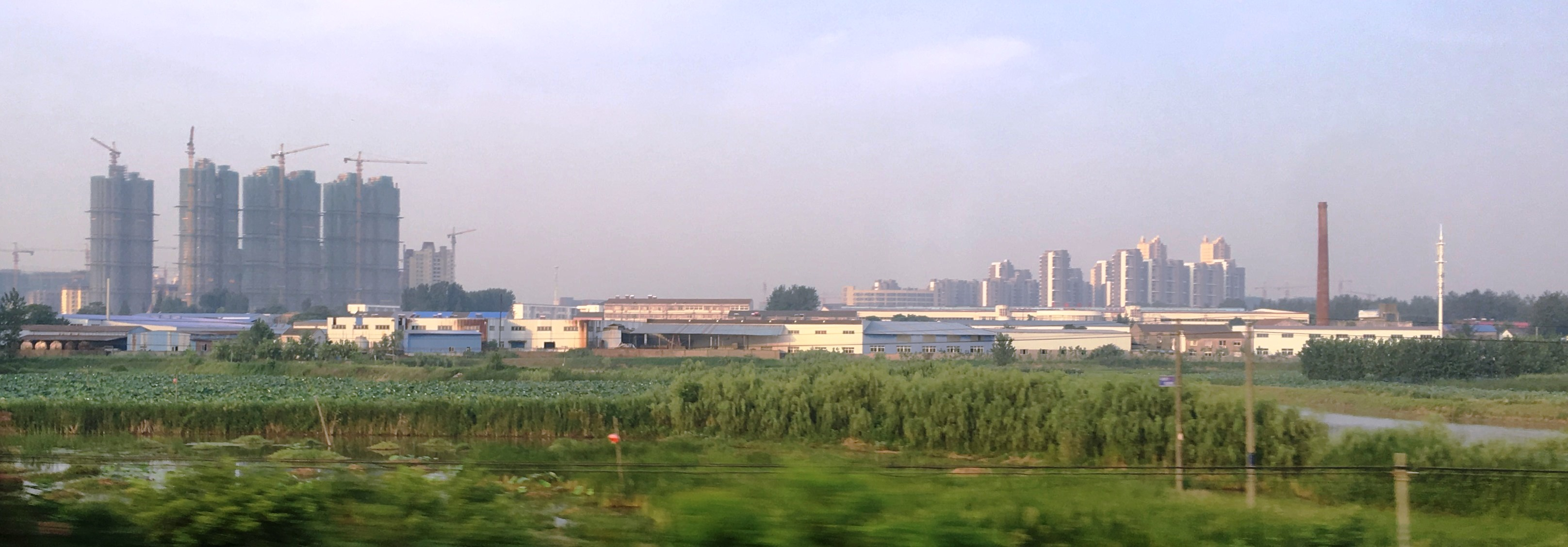

난차오구(한국어: 남초구, 중국어: 南谯区, 병음: Nánqiáo Qū)는 중화인민공화국 안후이성 추저우 시의 현급 행정구역이다. 넓이는 1273km2이고, 인구는 2007년 기준으로 270,000명이다.

## 행정 구역
2개 가도, 8개 진을 관할한다.
- 가도변사소: 南谯街道, 大王街道.
- 진: 乌衣镇, 沙河镇, 章广镇, 黄泥岗镇, 珠龙镇, 大柳镇, 腰铺镇, 施集镇.